# Samuel Aronson

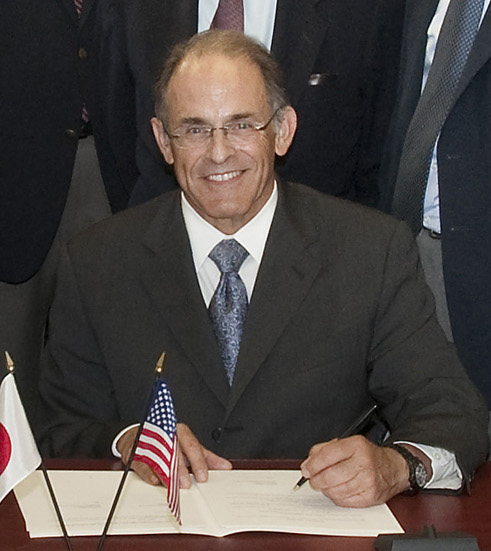
Samuel Aronson, 2011

Samuel H. „Sam“ Aronson (* 14. Mai 1942 in Huntington, New York) ist ein US-amerikanischer experimenteller Elementarteilchenphysiker. Von 2006 bis 2012 war er Direktor des Brookhaven National Laboratory (kurz BNL) und im Jahr 2015 Präsident der American Physical Society.
Aronson studierte bis 1964 Physik an der Columbia University und wurde im Jahr 1968 an der Princeton University promoviert, bevor er im selben Jahr an das Enrico Fermi Institute der University of Chicago wechselte. 1972 ging er an die University of Wisconsin-Madison und war dort bis 1977 Assistant Professor. 1978 wechselte er an das Brookhaven National Laboratory, wo er zunächst ein Jahr lang in der dortigen Abteilung für Beschleunigerphysik als Associate Physicist tätig war, bevor er dort 1979 zum Physicist aufstieg und 1982 als ein solcher an die Physik-Abteilung des Labors wechselte.
Er arbeitete zunächst vor allem an Kaonen-Zerfällen und wandte sich später der elastischen Streuung von Neutrinos zu. Zudem wirkte er am Design des Protonen-Beschleunigers ISABELLE mit, dessen Finanzierung jedoch zugunsten des Superconducting Supercolliders beendet wurde.
Von 1991 bis 2001 war er Leiter der PHENIX-Kollaboration zur Erforschung des Quark-Gluon-Plasmas. Außerdem leistete er mit seinem Team wichtige Beiträge zum DØ-Experiment am Fermilab, durch welches – gemeinsam mit der CDF-Kollaboration – unter anderem das Top-Quark entdeckt wurde. Im Jahr 2001 übernahm er die Leitung der Physik-Abteilung des BNL, und 2005 wurde er Associate Laboratory Director für Kern- und Elementarteilchenphysik. Als solcher überwachte er unter anderem den Betrieb des Relativistic Heavy Ion Collider (RHIC), des größten Teilchenbeschleunigers am Brookhaven National Laboratory. Schließlich wurde er im August 2006 zum Direktor des BNL ernannt. Diese Position hielt er bis Ende des Jahres 2012 inne. Sein Nachfolger wurde der US-amerikanische Physiker Doon Gibbs. Von 2013 bis 2014 war er als Vizepräsident und im Jahr 2015 als Präsident der American Physical Society tätig.
Seit 2001 ist er Fellow der American Physical Society, vier Jahre später wurde er zum Fellow der American Association for the Advancement of Science ernannt.